# Claude Chappuys
Claude Chappuys (auch Chapuys, Chappuis, Chapuis; * um 1500 in Amboise; † 17. November 1575 in Rouen) war ein französischer Dichter und Kammerherr des Königs Franz I.

## Werke
- Panégyrique récité au très illustre et très chrestien roy Françoys premier de ce nom, à son retour de Provence, l’an mil cinq cens trente huit, au mois de septembre. Paris 1538
- La Complaincte de Mars sur la venue de l’Empereur en France. Paris 1539
- Discours de la Court, présenté au Roy par M. Claude Chappuys, son libraire et Varlet de chambre ordinaire. Paris 1543
- L’Aigle qui a faict la poulle devant le Coq à Landrecy. Lyon o. D. (1544)
- Le Grand Hercule gallique qui combat contre deux. o. O. 1545
- Le Sacre et Couronnement du roy Henry deuxième de ce nom. Paris 1547
- Le Sacre et Couronnement du tresauguste, trespuissant et treschrestien roy Henry deuxiesme de ce nom à Reims. Lan M D XLVII en juillet. Paris 1549
- La Réduction du Hâvre de Grâce par le roy Charles, neufiesme de ce nom. Rouen 1563